# Iarna simfonic
Iarna simfonic este un album al interpretului român Tudor Gheorghe. Acompaniază: Orchestra simfonică și corul formate din membri ai Teatrului de Operă și Operetă Elena Theodorini din Craiova; Dirijor și orchestrator: Marius Hristescu. Iarna simfonic  vorbește despre adâncimea seninătății; marea poezie, îmbinată cu lirica populară din colinde  Lucrarea constituie o suită simfonică în cinci părți, în care au fost integrate organic, pe lângă poemele de iarnă, motive melodice din sfera colindelor tradiționale.

## Detalii ale albumului
- Gen: Folk / Colinde Simfonice
- Limba: Română
- Sunet: Stereo
- Înregistrat: Studio
- Durata album: 63:29 minute
- Casa de discuri: Roton
- Data lansare album: 13 decembrie 2001

## Lista pieselor
*Prolog:  Arhivat în 23 septembrie 2016, la Wayback Machine.
- 01 - Fulgi de zăpadă (Anonim) / Sculați boieri (Anonim) / Domnului Doamne (anonim) [5:26]

Partea I: [nefuncțională]

- 02 - Alba iarnă dunăreana / (Vasile Voiculescu) / Iarna (Vasile Alecsandri) [6:52]
- 03 - Senin de iarnă (Adrian Maniu) [5:21]
- 04 - Leru-i ler (Anonim) [4:57]

Partea II:  Arhivat în 5 octombrie 2016, la Wayback Machine.
- 05 - Vin colindătorii (versuri și muzică Tudor Gheorghe) (5:02)
- 06 - La fereastra cu gutuie (Tudor Gheorghe) [6:25]  Arhivat în 11 martie 2013, la Wayback Machine.
- 07 - Colindul celui fără de țară (Adrian Păunescu) [5:43] [nefuncțională]

Partea III:  Arhivat în 8 iunie 2021, la Wayback Machine.
- 08 - Sufletele foștilor zidari (Adrian Păunescu) / Zoriori de ziuă (Anonim) / Noapte de iarnă (George Topîrceanu) [6:03]

Epilog:
- 09 - Sculați boieri (Anonim) Florile dalbe (Anonim) [5:17]